# Парк-музей имени А. К. Толстого
Парк-музей имени А. К. Толсто́го — один из старейших парков города Брянска. Небольшой по площади (2,9 га), расположен в историческом центре города. Носит имя известного русского писателя и драматурга Алексея Константиновича Толстого.
Благодаря уникальной коллекции деревянных скульптур, является не только местом отдыха, но и одной из важнейших городских достопримечательностей; активно посещается жителями и гостями города.:4

## Расположение
Парк совместно со стадионом «Динамо» замыкает перспективу бульвара Гагарина, откуда в парк ведёт центральный вход. С южной стороны парк ограничен Северной трибуной стадиона, с северной стороны — улицей Горького, откуда имеются боковые входы в парк; с восточной — территорией Ботанического сада имени Б. В. Гроздова, с западной — Трудовым переулком.
Проезд всеми видами общественного транспорта до остановки «Площадь Ленина», далее пешком по бульвару Гагарина вверх.

## История
Территория, ныне занимаемая парком, вошла в городскую черту в XVIII веке и первоначально была отведена под городское кладбище. В 1827—1831 годах, взамен прежней деревянной кладбищенской церкви, здесь был построен каменный храм Рождества Богородицы.
В 1927 году кладбище было закрыто, а церковь передана Губздравотделу для переоборудования под морг (во второй половине XX века использовалась как спортзал). В среде горожан пошли разговоры о том, что на месте кладбища планируется разместить городской парк. Поднялась волна протеста, ставшая причиной обращения в газету «Правда». 2 февраля 1927 года председатель Брянского губисполкома Дичев отвечал газете:
По Вашему сообщению о том, что в редакцию газеты «Правда» поступили материалы, указывающие на то, что на Брянском кладбище предполагается убрать памятники и превратить его в место для гуляний, Президиум Губисполкома уведомляет, что ввиду переполнения кладбища, а равно как и потому, что в связи с застройкой города кладбище оказалось не на окраине города, а внутри его, Брянским Горсоветом открыто новое кладбище, а существующее закрыто для дальнейшего погребения, при чем с закрытием кладбища не запрещен доступ граждан к могилам родных и знакомых. 
 Вопрос об использовании в дальнейшем закрытого кладбища Горсоветом не рассматривался и не мог рассматриваться, т.к. согласно постановлению Народного Комиссариата Здравоохранения, кладбищенские участки не могут быть обращены на другие общественные надобности до истечения 45 лет со времени последнего погребения. Также не затрагивался вопрос и о памятниках...
В действительности же, в 1933—1934 годах территория бывшего кладбища была освобождена от могил и надгробий, а затем благоустроена в духе того времени и 2 мая 1936 года открыта как центральный городской парк.
С 1958 года директором парка стал В. Д. Динабургский, благодаря которому парк приобрёл нынешний неповторимый облик. В 1960 году молодые самодеятельные скульпторы Игорь Жданов и Виктор Михайлов создали в парке первую деревянную скульптуру из ствола погибшего дерева; в последующие годы создание деревянных скульптур приобрело массовый характер и получило распространение в других городах бывшего СССР.

Бюст А. К. Толстого. Фото 2008 г.
На заднем плане — боковой фасад деревянного здания музея «Брянский лес» (утрачено).

В 1960 году в парке был установлен первый в России бронзовый бюст писателя, графа А. К. Толстого (скульптор Г. П. Пензев; переустановлен в 2008 году), а 16 августа 1967 года, в связи со 150-летием А. К. Толстого, парку было официально присвоено имя этого писателя:20, почитаемого на Брянщине как выдающегося земляка (он прожил последние 14 лет жизни и похоронен в своём имении Красный Рог, недалеко от Брянска).
С открытием в 1968 году в Брянске нового парка «Соловьи» (с 1985 года — «Парк имени 1000-летия Брянска»), парк имени Толстого утратил статус центрального городского парка, хотя по-прежнему является самым благоустроенным и наиболее посещаемым парком центрального (Советского) района Брянска.
С 1974 года парк имени А. К. Толстого имеет статус парка-музея. В 1982 году парк-музей им. А. К. Толстого был внесён в монографию «Парки мира», описывающую около 400 самых необычных парков всех континентов Земли.
Значительно реконструирован в 1984—1985 годах, в преддверии 1000-летнего юбилея города. В эти годы в парке был построен фонтан «Чёртова мельница», музей «Брянский лес»; появился ряд новых скульптур.
В 1980-х годах Брянское бюро путешествий и экскурсий совместно с дирекцией парка разработало обзорную пешеходную лекцию-экскурсию «Сказка Брянского парка», которая по заявкам посетителей проводится и поныне.

### Награды парка
В феврале 1974 года, по итогам Всесоюзного смотра-конкурса архитектуры и благоустройства парков, «за оригинальное высокохудожественное решение образа парка и создание уникальной коллекции парковой скульптуры из дерева…, получившей широкую известность в нашей стране и за рубежом», парк был награждён Дипломом ВДНХ СССР II степени и тремя медалями (серебряной и двумя бронзовыми).
В 1985 году, по итогам очередного Всесоюзного смотра-конкурса за прошедший год, обновлённому парку был присуждён Диплом ВДНХ СССР I степени и пять медалей — золотая, серебряная и три бронзовые.
По итогам работы за 1985 год, Министерство культуры СССР присудило Брянскому парку-музею им. А. К. Толстого третье место среди парков Советского Союза, наградив его дипломом и денежной премией.
Парк также удостоен десятков Почётных грамот городского, областного, республиканского и государственного уровня.

Скамейка «Сказка». Фрагмент

### Нереализованные проекты
В 1980-х годах при разработке концепции дальнейшего развития парка-музея было принято решение условно разделить парк на несколько тематических секторов (творчество А. К. Толстого, военно-историческая тема, русские народные сказки и др.). Каждый из этих секторов предполагалось оформить в своём стиле, включая различные типы парковых скамеек. Однако практически была создана только одна из таких скамеек, ставшая самостоятельным экспонатом парка-музея (автор — В. Михайлов, 1987, дуб). На одном краю скамейки была помещена деревянная скульптура сидящей бабушки, как бы рассказывающей сказку, а на противоположном — фигуры двух слушающих её внучат и огромного кота. (Все фигуры были крупнее натуральной величины.) Основная часть скамейки была свободна и использовалась как обычная скамейка. Несмотря на исправное состояние, демонтирована в ходе реконструкции парка в 2007 году.
Также в 1980-х годах планировалось создать и установить вдоль центральной аллеи парка ряд скульптур, посвящённых творчеству А. К. Толстого:185:11-12, однако ни один из этих проектов, кроме «Козьмы Пруткова», так и не был воплощён.

## Современное состояние

Фонтан «Чёртова мельница». (авторы — В.Михайлов, В.Орлов, Л.Ставцев, 1985).
Фото 1990-х гг.

Последняя реконструкция парка была осуществлена в 2007—2008 годах: произведена частичная перепланировка, все дорожки замощены тротуарной плиткой, удалены аварийные деревья, установлена новая кованая ограда, игровая площадка для детей младшего возраста, сооружены новые объекты садово-парковой архитектуры и т. д. Первоначальный проект реконструкции парка, предполагавший его кардинальное «омоложение» и снос большинства скульптур, вызвал волну возмущения среди горожан и был принципиально пересмотрен. Наибольшее количество споров вызвала реконструкция фонтана «Чёртова мельница», считавшегося одной из главных достопримечательностей парка. В итоге, к 2010 году было принято решение об изменении тематической направленности фонтана, так как Брянская епархия, чей действующий храм находится в 50-ти метрах отсюда, категорически возражала против возобновления скульптур чертей, пришедших в негодность под многолетним воздействием воды. 30 июля 2010 года обновлённый фонтан был открыт под названием «Водяная мельница».
Парк-музей им. А. К. Толстого выполняет все традиционные функции городского парка: здесь работает городок аттракционов и предприятия общественного питания, в тёплое время года еженедельно проводятся культурно-массовые мероприятия, тематические праздники. Вход в парк всегда был и остаётся бесплатным; открыт круглосуточно.
На облик парка существенно повлиял пожар в ночь на 8 марта 2009 года, которым было уничтожено резное деревянное здание музея «Брянский лес». Площадка, где находился музей, до настоящего времени практически пустует: летом частично используется для размещения надувных аттракционов (батуты, горки), частично — как картодром; зимой заливается как каток.
1 — Дирекция парка
2 — Действующий зал игровых автоматов
3 — Зал спортивной славы «Динамо»
4 — Кафе «Центральный парк»
5, 5а — Храм Рождества Богородицы и его территория
6 — Фонтан «Бегемот и цапля»
7 — Фонтан «Водяная мельница»
8 — Фонтан в греческом стиле
9 — Магазин «Оружие»
10 — Складские помещения
11 — Старый зал игровых автоматов
12, 12а — Летняя эстрада и её территория
13 — Кафе «Лесная сказка»
14 — Площадка бывшего музея «Брянский лес»
15 — Площадка для массовых мероприятий
16 — Аттракцион «Карнавал»
17 — Аттракцион «Космос»
18 — Аттракцион «Лодочки»
19 — Аттракцион «Солнышко»
20 — Аттракцион «Хип-Хоп»
21 — Аттракцион «Орбита»
22 — Аттракцион «Вихрь»
23 — Детская площадка
24 — Шахматная площадка (ростовые шахматы)
25 — Бюст А. К. Толстого
А — Центральный вход в парк

### Природа
Среди древесных пород в парке преобладают традиционные для этой климатической зоны клён и липа. Хвойные представлены туей и голубой елью.
Естественных водоёмов в парке нет. Дикие животные не обитают.

### Деревянные скульптуры
В настоящее время экспозиция парка насчитывает около 35 деревянных скульптур.
Парк постоянно заботится о сохранности этих экспонатов, проводит мероприятия по защите их от гниения, древоточащих насекомых и т. д. Первые скульптуры, не обработанные соответствующим образом, за 10-12 лет полностью приходили в негодность, и лишь с середины 1970-х годов удаётся обеспечивать более длительную сохранность скульптур. На смену вязу и клёну, произрастающим непосредственно в парке, пришли более долговечные скульптуры из специально привозимого дуба. Большинство утраченных работ, имеющих тематическую или эстетическую важность, впоследствии были возобновлены.
Наиболее примечательные скульптуры из существующих ныне:
- «Брянская мадонна» (авторы — В. Михайлов и И. Жданов, 1966, дуб)[19];
- «Деснянка» и «Емеля» (авторы обеих скульптур — В. Орлов и В. Херувимов, 1976, дуб)[19];
- «Князь Роман Брянский» (автор — В. Орлов, 1978, дуб)[2].

«Брянская мадонна»
«Деснянка»
«Емеля»
«Князь Роман Брянский»

### Фонтаны парка
В настоящее время в парке три фонтана:
- «Бегемот и цапля» (авторы — В. Михайлов и И. Жданов, 1967[2]; воссоздан в 2008[1]).
- «Водяная мельница» (авторы — И. Орлов, А. Мушинский, А. Бородин, 2010).
- Фонтан в греческом стиле (2008, бетон, гипс).

«Бегемот и цапля»
«Водяная мельница»
Фонтан в греческом стиле

### Здания и сооружения

#### Существующие

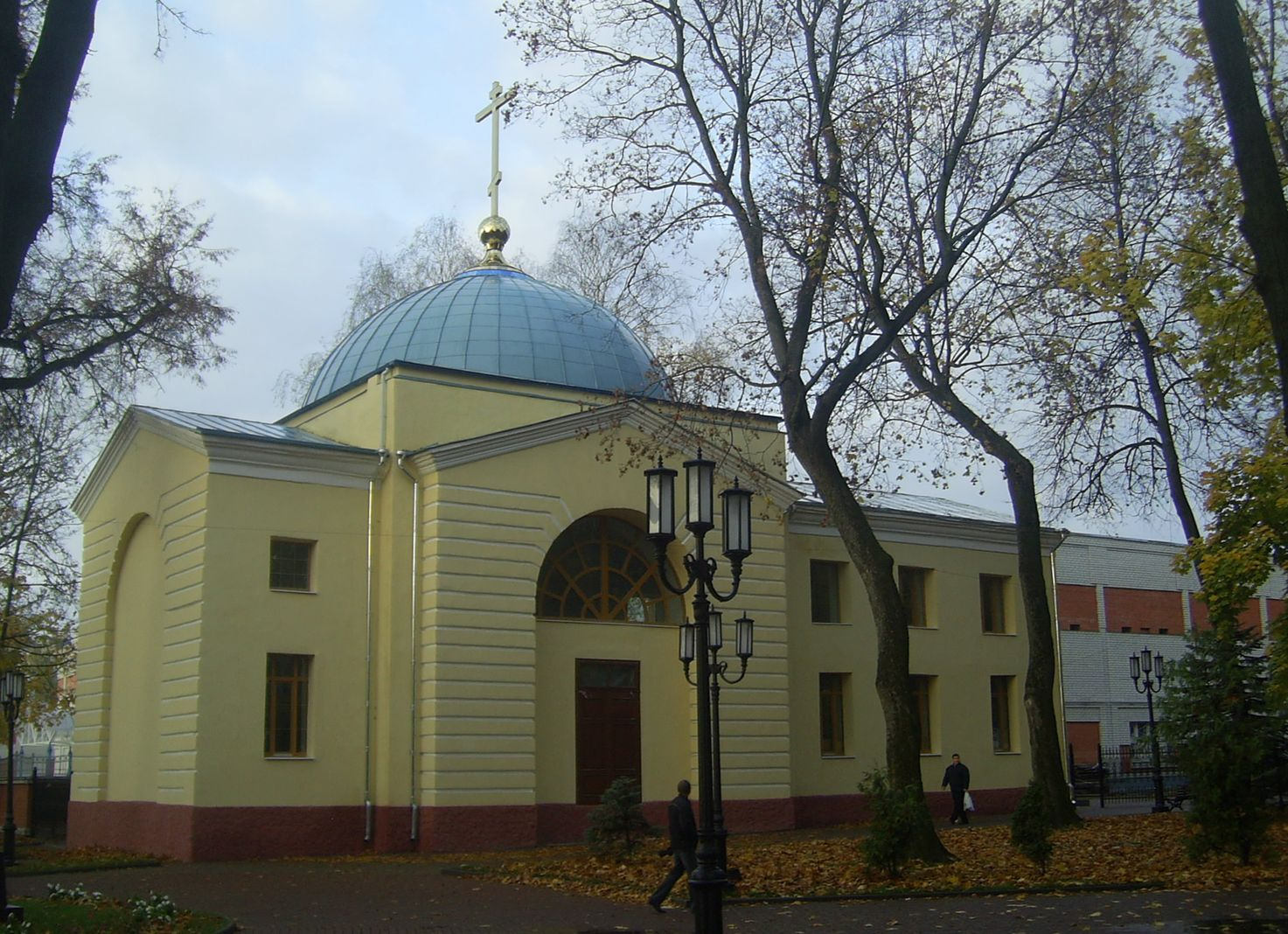
Вид на храм Рождества Богородицы со стороны парка.

- Наиболее значимым зданием в современном парке остаётся храм Рождества Богородицы, который с 2005 года вновь является действующим[20]. Несмотря на то, что это здание никогда не относилось к парковой территории, оно всё же играет важную роль в создании облика парка, поскольку является местной высотной доминантой и непосредственно выходит в парк своим северным фасадом и алтарной частью.

- С южной стороны парк ограничен Северной трибуной стадиона «Динамо», в которой размещаются дирекция парка, зал игровых автоматов, зал спортивной славы общества «Динамо», кафе и т. д.

- В западной части парка находится городок аттракционов: «Орбита», «Вихрь», «Лодочки», «Космос», «Карнавал», «Солнышко», «Хип-Хоп» и др.

- В парке построено несколько островерхих деревянных «теремков», выполняющих различные функции: торговых палаток, кассы аттракционов и т. д., а также старый (ныне не действующий) зал игровых автоматов. Все они украшены декоративной резьбой по дереву.

- Летняя эстрада (в настоящее время находится на реконструкции).

- Кафе (первоначальное название — «Лесная сказка») в северной части парка (построено в 1970-х годах, реконструировано в 1985 году). Соединяет в себе два отдельных кафе: «детское» кафе-мороженое, оформленное в сказочном стиле, и «взрослое» кафе «Снежка».

#### Утраченные
- В 1980—2007 годах в восточной части парка размещалась телепроекционная установка «Аристон», оформленная в виде терема с высокими ступенями, украшенного резными деревянными панно на тему сказки «Конёк-горбунок» (автор — Вячеслав Орлов, 1978—1980)[2], с отдельно стоящим экраном размером 3х4 метра.

- На месте музея «Брянский лес» (ныне также утраченного) прежде располагался Летний театр, где в разные годы выступали Святослав Рихтер, Клавдия Шульженко, Илья Эренбург, Вольф Мессинг и другие известные артисты. Это было деревянное сооружение на 500 зрительских мест, с хорошей сценой и отличной акустикой, построенное в 1946 году и разобранное как аварийное в 1970-х гг.[21].

- У стены стадиона в 1960-1970-х годах размещалась танцплощадка, полностью выполненная из дерева (не сохранилась).

- В центральной части парка находилась выразительная круглая ажурная металлическая беседка, демонтированная в 2007 году.

Танцплощадка. Фото 1962 г.
Терем с установкой «Аристон»
Бывший зал игровых автоматов
Касса городка аттракционов